# حوسك
الحَوْسَك جنس من كاسيات البذور تنتمي إلى فصيلة الحمحميات. سوقها قصير سمراء اللون تعلو من ٣٠ إلى ٦٠ سم. أوراقها السفلى معنقة متقاربة. أوراقها الجذعية متعاقبة معنقة سنانية النصال المكتسية بالهلب الدقيق الجامد. ازهرارها عنقودي التجميع. أزهارها صغيرة بنفسجية أو بيضاء. تنويرها يستمر من آذار إلى أيار.
هذا الجنس وحيد النوع ونوعه الحوسك الشرقي.